# Пасицелы (Ананьевский район)
Пасицелы (укр. Пасицели) — село, относится к Ананьевскому району Одесской области Украины.
Население по переписи 2001 года составляло 367 человек. Почтовый индекс — 66441. Телефонный код — 4863. Занимает площадь 1,08 км². Код КОАТУУ — 5120284809.

## Местный совет
66441, Одесская обл., Ананьевский р-н, с. Новосёловка